# 鋼-HAGANE-
『鋼-HAGANE-』（はがね）は神崎将臣による日本の漫画作品。講談社の『ヤングマガジンアッパーズ』1998年1号から2003年1号にかけて連載された。単行本は全16巻。後に秋田書店からコンビニコミック版（秋田トップコミックスW）が発売されている。

## 概要
この作品には"赤い海"が敵組織として登場するなど、神崎の代表作『重機甲兵ゼノン』と世界観を共有している。また、それまで「男くさい漫画」を連載することが多かった神崎が、初めて本格的に女性を主人公においた漫画でもある（単行本第4巻のあとがきより）。
基本的にはアクション漫画だが、主人公・鋼のパンチラ等のお色気描写が多く、秋田書店のコンビニコミック版に至っては、表紙や副題が完全にお色気漫画と間違われそうなシロモノであった。
『ヤングマガジンアッパーズ』創刊時に連載開始した漫画の一つで、単行本第1巻はアッパーズKCの通し番号1番。

## ストーリー
女子高生・薬師丸鋼は、秘密組織「赤い海」の極秘計画…過去の偉人・超人の遺伝子を組み込んだ人間を生み出す「寄生（パラサイト）計画」の被験者に選ばれ、本人も知らぬ間に剣豪・宮本武蔵の遺伝子を身体に植えつけられていた。
やがて、彼女と同じように被験者に選ばれた人間達が徐々に姿を現し、鋼は否応なく戦いに巻き込まれ、その中で赤い海の巨大な陰謀に触れることになる。

## 登場人物
（【】内は寄生されている人物）

### 主人公側の登場人物
薬師丸 鋼（やくしまる はがね）【宮本武蔵】
バイク好きで運動能力抜群の巨乳女子高生。物語開始時点のしばらく前から病院に通院しており、その際に体質改善のための投薬治療と偽って宮本武蔵の遺伝子を徐々に植えつけられていた。2本のナイフによる二刀流を得意とする。
能力をフルに発揮する際、髪の毛が急激に伸びるなどの身体の変化が起きるが、他の寄生者にはこの現象は見られない。また、寄生された人間は徐々に寄生元の人物に身体や思考を奪われていくという症状が起きるが、彼女はこの症状が著しく速いペースで進行している。この現象は彼女の出生に関わりがあり、そのために「赤い海」も最重要検体としてマークしている。
ファントム
鋼の体内に、生まれた当時から「寄生」している人格で、「ファントム」とは鮫島による呼称。17年間、鋼の中で眠ったままだったが、「武蔵」の寄生が進んで行く内に発現し、その頻度と期間が増して行った。発現中は長髪・吊り目になり気が荒く、男に対しては色仕掛けを使った騙し討ちのような行動を好んでとる。また、鋼のことは「妹」と呼ぶ。

ステファン・木村・ベネット【ビリー・ザ・キッド】
伝説のガンマン、ビリー・ザ・キッドの遺伝子を持つ寄生者。エセ関西弁を喋り、仲間の前では陽気でスケベな明るい男だが、過去に恋人のマリアを「赤い海」に殺されたという悲しい過去を持つ。以来その復讐のために能力を磨き、戦いの場においては冷徹な一面を見せる。2丁拳銃の他にサブマシンガンやロケットランチャーなど、多彩な銃器を自在に操る。
後の戦いにおいて片足を斬り落とされるが、「赤い海」の過去の遺物であるゼノニクスの足を移植され、失った足を取り戻すと同時に戦闘力を飛躍的に向上させる。それと引き換えに激しい拒否反応と寿命の激減という副作用に苛まれるが、本人はこの事を恨んでおらず、戦う力を得られたことを快く思っている。
瑞樹 連（みずき れん）【御船千鶴子】
透見者・御船千鶴子の遺伝子を持つ寄生者。実家は日本でも有数の財閥である瑞樹コンツェルンで、その資金力を使って隠れ家や武器を手配することもある。鋼が寄生計画の被験者にされていたことを彼女に告げ、仲間に引き入れた。以前からステファンと共にチームを組んでおり、頭脳役を務める。他人の記憶を読み取る他に、相手に強力な暗示をかける、果てはサイコキネシスなどの強力な能力を駆使して戦う。
実は「寄生薬」を開発した張本人でもあり、鋼やステファン達を仲間に引き入れたのも、自ら生み出した研究結果の後始末をさせる為であった。御鳳と対決して死亡するが、脳髄のみが「赤い海」に回収され、後に旧型の機動兵器の思考ユニットとして使われた。
髑髏 （どくろ）
鋼たちの司令塔・スポンサーを務める謎の人物。かつては自分も「赤い海」と戦っていたと話し、鋼たちに他の寄生者に関する情報を与えて指示を出したり、そのために必要な武装・資金の支給をしたりしている。鋼が初回冒頭で幻視した顔とそっくりな幼女を連れている。
左目に眼帯を着けており、その周囲と顎の左側に深い傷跡がある。
御鳳 王子（ごほう おうじ）【服部半蔵】
忍者・服部半蔵の遺伝子を持つ「完全寄生者」。連に戦闘アドバイザーとして雇われ、「赤い海」への施設潜入作戦にあたり、鋼達の訓練教官役を務める。
元々は「赤い海」の特殊部隊「ブラックベレー」に所属していたという過去を持ち、背中に眼があるかのように敵の動きを察知し、背後の敵すら一撃で仕留めるような、完璧な戦闘を行うことができる。
連の死後は鋼たちの元を離れるが、その後も独自行動をとっており、時々現れては鋼達の窮地を救ったり、助言を与えたりしている。
伊織 真実（いおり まさみ）【黄飛鴻】
幼少期に遭った事件以来、トラウマで弱気になりいじめられっ子の境遇が続いていた少年。突然身に付いた寄生の力に恐れを抱いていたが、寄生者同士の戦いを目の当たりにし、その力で鋼達と共に戦い幼馴染の神楽静香も守る事を決意する。
神楽 静香（かぐら しずか）
関わった男たちが悉く死ぬことから「死神」と呼ばれる女子高生で、伊織の幼馴染。それまで何の実績もなしに突如として空手の全国一位に躍り出たことで、「髑髏」が寄生者と見立て、鋼たちを接触させた。幼少期に家族を強盗殺人事件で亡くしており、その後も続く災難により虚無感に苛まれていたが、寄生の力に目覚めた伊織の告白を受けて心を開く。
鋼たちと旅立つための準備をしに自宅へ入ったところをドレイクに襲われ、為す術もなく超小型爆弾を植え付けられた上に、鋼たちへモーリアン号まで来るよう言付けられる。

### 「赤い海」側の登場人物
極東最高責任者
顔の描写は各部の断片のみで名前も明かされない、遠景ではオールバックの人物。昔のファイルを見ながら「反抗的な人間は大好きだ」と嘯く。後に藤崎へ役職を譲り、「赤い海」本部の最高責任者に就く。
【ジャック・ザ・リッパー】
本名不明。「寄生薬」の被験者にされていることを鋼へ知らせに来た薬剤師を始末しに現れる。鋼の中の「武蔵」と戦えば自らの心の穴が塞げると思い込んでおり、鋼に挑むため彼女の友人、陽子を拉致する。ボディピアスを好み、特に陰部の施術箇所が多い。
泉 京花（いずみ きょうか）
寄生者・東 邦彦の被験経過を観察するために派遣されている観察者保護官（キャリアーストーカー）。日頃とろくさい鋼がVIP扱いの寄生者であることに納得いかず、彼女を足蹴にする。
その後、深夜に学校を探索しに行った鋼を追うステファンと連の前に現れ、「赤い海」の進める「新千年郷計画（ネオミレニアムプロジェクト）」についての情報を披露するが、ステファンに射殺される。
丸山 豪介（まるやま ごうすけ）【パット・ギャレット】
ステファンが、自身の寄生遺伝子であるパットの宿敵、ビリーの寄生者であることを知って、彼を狩りに現れた警視庁一課の刑事。早撃ち勝負でステファンを手負いにした後わざと逃がし、部下を引き連れて追撃し始める。
藤崎 恵介（ふじさき けいすけ）【佐々木小次郎】
鋼が満員電車で痴漢に遭っているところを助けた青年。後日、藤崎が彼女に贈ったビデオテープに昔撮った幼い頃の日々が映っていたことから、実は鋼の幼馴染だったと判明する。
だが彼は「赤い海」の一員であり、登場して間もなく極東最高責任者の座を現任者から譲り受ける。
【エル・ドラゴ】
本名不明で主な呼称は「ドレイク」。中世の海賊の遺伝子を持つ「完全寄生者」。富士演習場に建てられた模擬TV局内に、子供の姿をとって登場。高天井のスタジオへ鋼を誘い込んで正体を現し、鋼の中の「武蔵」に挑戦する。
鋼と入れ替わり初めて個性まで発現した「ファントム」との対戦で、敗れて死んだと思われたが、彼女が去った後に起き上がって藤崎に話し掛け、自己再生能力を持つことも判明する。但しその能力では器官は再生されず、対戦で失った目は潰れたままだった。
REN【】
連と同じ姿を持つ「完全寄生者」で、「ブラックベレー」時代は御鳳とドレイクの上官。初登場時は拘束衣を着せられ箱を頭に被せられた姿で、富士演習場ではステファンの乱射するサブマシンガンの弾も効かなかった。
本格的に活動が描かれ始めたのは連が死亡した後で、連の脳髄と意識が繋がり影響を受けている描写が何度かある。
【フーディニ】
本名不明。伊織と静香の通う高校に勤める教師で、ステファンの担任として登場。正体は静香に付けられたキャリアーストーカーであり寄生者。だが実際に寄生薬の効果が表れていたのは監視対象の静香ではなく伊織で、彼に叩きのめされ逃亡。
研究施設の「石壁（ストーンウォール）」で再登場したときには先の失態の報いで静香と同じ爆弾を植え付けられており、復讐のため静香に催眠暗示をかけ伊織を苦しめる。
【スパルタクス】
本名不明。モーリアン号の甲板で鋼たちを待ち受けていた、アメリカ人の巨漢。銃弾をも止める「鋼鉄の筋肉」を持ち、ドレイクの言では「完全寄生者に最も近い存在」。伊織の酔拳と点穴の前に敗れて行動不能にされ、その後、海へ身を投げる。
鮫島 秀一（さめじま しゅういち）
プロジェクトD・パラサイト研究主任。モーリアン号内で睡眠ガスを吸わされ、意識を失って「石壁」へ運び入れられた鋼を、検査室に移して調べる。検査中に鋼の中の「ファントム」が意識を取り戻しており、目を離している隙に活動を始めた彼女に捕らわれる。

### その他の登場人物
陽子と葵
鋼の高校の同級生で、よくつるんでいる。陽子は鋼の中の「武蔵」を引き出すエサとしてジャックにさらわれる。ジャックを倒した後の鋼に陽子のかけた声が、彼女を「武蔵」の発現状態から正気に戻した。
番外編としてコミックス数冊の巻末に平和だった頃のエピソードらしき話が収録されており、この2人は主にそちらに登場する。
子雄（チーホン）3兄弟
あらゆる犯罪行為の痕跡消去を代々300年、生業としている「洗濯屋」の中国人兄弟。ブラックマーケットの住人で、「赤い海」に雇われている。
燕（ヤン）
長男。顔の右側を頭頂部から頬骨の辺りまで金属製の仮面で覆っているスキンヘッドの大男。
ジャックの行動の後始末に現れたときにはステファンと対峙、彼への冥土の土産として「赤い海」について語り、先端に鉤爪の並んだ鉄扇を両手に持って、銃相手に互角の戦いを見せる。
「石壁」では足を斬り落とされ倒れているステファンを拾い上げ、彼に「ゼノニクス外科術」を施すよう鮫島に強要した。
龍（ロン）
次男。散切頭の小男。両端に知恵の輪の付いたワイヤーを暗器として使う。また頭髪はニセモノで、防弾性の高い鉄製の鬘になっている。
棒（バン）
三男。レンズ部分がボールギャグに似たゴーグルを着けているスキンヘッドの大男で、燕より一回り大きい。燕に本を読み聞かせてもらわないと寝付けない。
ジャックの後始末のときは、ステファンに尻を散々撃たれた後、陽子を連れて先に逃げた連を追い詰めるが、彼の反撃に遭い、超能力で落とされたコンテナの下敷きになる。
東 邦彦（あずま くにひこ）【天草四郎時貞】
「赤い海」に属しているわけではない「寄生薬」の被験者。つまらない日常を過ごしていたある日、自分の寄生者としての能力に気付き、それを使って校内で生徒たちを次々に自死させていく。
瑞樹 広大（みずき こうだい）
瑞樹コンツェルンの会長で連の父親。「赤い海」に協力し幹部とも面識のある一方で、「髑髏」とも繋がりがある模様。また、連との契約期間が終わった直後からは瑞樹コンツェルンが御鳳の雇い主になっている。
【沖田総司】
本名不明。モーリアン号のカジノで鋼たちを待ち受けていた少年。柄に日本刀を仕込んだホッケースティックを持ち、インラインスケートで鋼たちを翻弄する。「赤い海」には属しておらず、モーリアン号が「石壁」へ着くまでの時間稼ぎのため、同組織に雇われていた。
本間 健二（ほんま けんじ）
三流週刊誌の記者。石井731部隊の生き残りを名乗る老人を取材し、M資金の話題を皮切りに「赤い海」の存在と成り立ちを知る。また、彼から「赤い海」関連の施設や名簿が書かれたファイルを託されるが、調査を進める内、見せしめとしてRENとドレイクに職場のビルを爆破され、同僚たちを失う。